# R Lyrae
R Lyrae, eller 13 Lyrae, är en halvregelbunden variabel av SRB-typ i stjärnbilden Lyran. Den befinner sig på ett avstånd av ungefär 300 ljusår från solsystemet.
Stjärnan var den första i Lyrans stjärnbild som fick en variabelbeteckning. Den varierar mellan magnitud +3,81 och 4,44 med den påtagligaste variationen i en period av ungefär 46 dygn.  Också variationer med perioderna 64, 378 och 1000 dygn har uppmätts.

## Fotnoter
1. ↑  Variabelstjärnornas beteckningar börjar med bokstäverna R-Z, därefter A-Q , följt av RR-ZZ och AA-QQ, varefter de börjar betecknas med bokstaven V och ett ordningsnummer, från och med V335.